# Lost in Alaska
Lost in Alaska este un film de comedie american din 1952. În rolurile principale joacă actorii comedie din Bud Abbott și Lou Costello.

## Distribuție
- Bud Abbott — Tom Watson
- Lou Costello — George Bell
- Mitzi Green — Rosetta
- Tom Ewell — 'Nugget Joe' McDermott
- Bruce Cabot — Jake Stillman
- Emory Parnell — Sherman
- Jack Ingram — Henchman
- Rex Lase — Old Timer